# Konica Hexar
Konica Hexar er et lille analogt 35 mm. søgerkamera, der kom på markedet i 1993. Kameraet er kendt for sit gode 35 mm. blænde 2.0 objektiv, der er kraftigt inspireret af Leicas Summicron objektiver og en unik Silent Mode hvor både autofokus og filmfremføring er særdeles tyst. Bland andet på grund af dette bruges kameraet stadig af fotografer, der ikke vil tiltrække sig opmærksomhed mens de arbejder. Konica Hexar minder en del om et Leica M6, men er mindre og har både motor og autofokus. Desuden er det afhængigt af et batteri. I dag er den oprindelige Hexar et samlerobjekt. Kameraet er et af de første søgerkameraer med autofokus og motoriseret filmfremføring. 
Kameraet har tre indstillinger. P, et fuldautomatisk program, A, Blændprioriteret og M, manuel. Desuden har det en meget præcis autofokus med 290 forskellige fokus-indstillinger. Man kan godt fokusere manuelt men dette er noget besværligt da man skal indtaste den ønskede fokusafstand ved hjælp af nogle små knapper oven på kamerahuset. Ønsker man at skifte til Silent Mode skal knappen 'MF' holdes inde mens man tænder kameraet.

## Versioner
Der findes fem forskellige Hexar versioner:
- Sort. Den originale sorte med gummi belægning på dele af kameraet.
- Rhodium. En version i metallet rhodium (i Danmark og Europa kaldes denne for titanium modellen). Modellen er identisk med den sorte men er sølvfarvet med et rødligt skær.
- Classic. En sølvfarvet 120 års jubilæums model, "120 Years, Since 1873", indgraveret i toppladen. Denne model er den eneste Hexar med 'auto bracketing'. 2000 fremstillet.
- Gold. Jubilæums model i guld. 500 fremstillet.
- Silver. Sidste model der kom på markedet i 1997. Denne model har ikke den berømte Silent Mode fordi Konica blev kritiseret for at have stjålet designet. Dette kan dog ændres manuelt ved at indtaste ændringer i kameraets ROM. Den 'silent mode' der herved opnås er ikke helt ligeså tyst som på den originale Hexar. Denne model har 'Silver' indgraveret på toppen af huset.

Samtlige af disse versioner findes også med 'databack' der er et bagstykke der kan indsætte tid og dato direkte på negativet.

## Specifikationer
| Type        | Søgerkamera, 135 film format             |
| Objektiv    | Fast 35mm blænde 2.0                     |
| Programmer  | P =Auto, A =Blændeprioriteret, M =Manuel |
| Vægt (hus)  | 490 gram uden batteri                    |
| Lukkertider | 30 sekunder - 1/250 sekund.              |

## Efterfølger
Efterfulgt af Hexar RF (RangeFinder = søgerkamera) der er en helt anden og dyrere model med udskiftelige objektiver og manuel fokus. Den originale Konica Hexar bliver ofte betegnet som Hexar AF (Autofokus) for at undgå forvirring mellem de to modeller.